# 진목항 (남해군)
진목항은 경상남도 남해군 설천면 진목리, 진목마을 인근에 있는 어항이다. 2002년 8월 6일 어촌정주어항으로 지정하여 관리하고 있다. 시설관리자는 남해군수이다.

## 어항 연혁
- 옛날 마을 북쪽 등허리에 울창한 참나무 숲이 있어 '진목정리(眞木亭里)'라고 했는데 현재 진목(眞木)으로 불리고 있다.

## 어항 시설
- 선착장 L=146m, B=6.0m, 호안 L=250, B=5.5m

## 주요 어종
- 감성돔, 도다리, 노래미, 바지락, 전어, 낙지 등